# Кодекси
Кодекси су били кавер бенд из Сарајева, који је постојао од 1965. до 1971. године. Најзначајнији је као један од претходника Бијелог дугмета, комерцијално најуспјешнијег бенда СФР Југославије. 
Бенд је практично окончан током јесени 1970. раздвајањем у две групе — Мића, Горан и Зоран и Нови Кодекси — при чему су се оба огранка такође брзо распала у року од годину дана.

## Активност

### 1960-е
Кодекси су основани 1965. као хоби кавер бенд Едуарда „Еда“ Богељића. Групу је такође представљала Исмета Дервоз на пратећим вокалима и Лучано Паганото на бубњевима. 
Недуго након формирања, Богељић је позвао Жељка Бебека да се придружи као певач и ритам гитариста. Упоредо са средњошколским школовањем, чланови Кодекса провели су остатак деценије свирајући на локалним игранкама са репертоаром прерађених мелодија које би чули на Радију Луксембург. У том процесу, они су донекле изградили локалну омладину у Сарајеву. 
Како је бенд имао сталне проблеме да попуни место басисте током читавог овог периода, Бебек је препоручио 18-годишњег Горана Бреговића након што је 1969. видео његову свирку са Бештијама, још једним локалним кавер бендом.  Будући да су Кодекси били више етабилрани у граду него његове Бештије, Бреговић је са задовољством прихватио понуду да се прикључи Кодексима. 
Музичка делатност бенда почела је да добија озбиљније форму одмах по Бреговићевом доласку. 
У лето 1969. године, Кодекси су обезбедили сезонску свирку у бару хотела Сплендид у Дубровнику, међутим, непосредно пре него што су кренули на јадранску обалу, Исмета Дервоз је напустила бенд, одлучивши да своју пуну пажњу посвети факултетским студијама. Њихов дубровачки репертоар био је намењен туристима и састојао се углавном од поп обрада, народних стандарда и мелодија лаких нота.  
Иако није инспирисао много у смислу креативности, боравак у Дубровнику се ипак показао корисним јер их је приметио Ренато Пацифико, газда ноћног клуба из јужне Италије, који им је понудио двомесечну свирку у свом напуљском локалу. Прожети новом енергијом, чланови бенда су се вратили кући у Сарајево да усвирају нови прогресивни рок сет инспирисан Кримом и Џимијем Хендриксом, док су истовремено прибавили неопходну папирологију како би могли да путују и привремено живе и раде у Италији.

### 1970-е
Кодекси (Богељић на гитари, Бебек на вокалу и ритам гитари, Бреговић на басу и Паганото на бубњевима) одлазе у Италију почетком 1970. Међутим, убрзо се показало да је власник италијанског клуба дубоко разочаран њиховом музичком променом. Желео је да свирају казачок и сличан источноевропски народни мелос из њиховог дубровачког репертоара на шта бенд невољно пристаје.
Непосредно пред истек првог двомесечног ангажмана, оснивач Кодекса и главни ауторитет у бенду Едо Богељић даје отказ и враћа се у Сарајево. Богељићев одлазак доводи до реорганизације бенда. Бреговић одмах прелази са баса на гитару. Локални италијански музичар је ангажован да свира бас гитару, али након што и он даје отказ, Бебек је позвао старог пријатеља Зорана Реџића. Реџић је пак са собом из Сарајева повео Милића Вукашиновића као замену на бубњевима за Паганота који је у међувремену такође одустао.
У то време, Кодекси је уживао у прилично успешној турнеји у клубовима и баровима широм јужне Италије, свирајући комерцијални репертоар и стварајући прилично одане следбенике. Вукашиновићев долазак је био посебно значајан у том погледу јер је донео нове музичке утицаје на линији онога што су Лед Цепелин и Блек сабат радили у то време. Поред тога, убедио је остатак бенда да угради нови звук у свој сет. У року од две недеље од његовог доласка, Кодекси је отпуштен са свих места на којима су играли.
Без свирке и са врло мало уштеђевине, четворка Бебек, Бреговић, Реџић и Вукашиновић остала је на острву Капри. Било им је изузетно тешко доћи до концерата са новим звуком, али су на крају добили ниско плаћен на острву Искија . Како се летња сезона 1970. ближила крају, завршила се и та свирка, па су се преселили назад у Напуљ где су се борили да саставе крај с крајем.
Тада је бенд почео да музички занемари Бебека. У складу са буги рок звуком инспирисаним Кенд Хитом који фаворизују Вукашиновић и Бреговић, њих двојица су натерали Бебека да престане да свира ритам гитару резонујући да то више није модерно. Бебек је такође имао проблема да се вокално прилагоди новом материјалу — отпевао је увод за већину песама, а затим се повукао док су остала три члана импровизовала преостале песме. Након што је само неколико месеци раније био кључни члан бенда, Бебек је видео како се његова улога постепено смањује. Било је то више него што је био спреман да поднесе и у јесен 1970. напустио је Кодекси и вратио се у Сарајево.

#### Мића, Горан и Зоран
Са своје стране, Вукашиновић, Бреговић и Реџић су остали у Италији и наставили да ратују под новим именом Мића, Горан и Зоран, свирајући све од клубова до свадби у околини Напуља. На крају су се вратили у Сарајево у прољеће 1971. године када су Горанова мајка и Зоранов брат Фадил Реџић дошли у Италију да их врати.
По повратку, трио је наставио да свира у Сарајеву—углавном у Кактус. Клубу којим управља Желимир Алтарац Чичак у подруму недавно отвореног Дома Младих—свирајући обраде Тен јирс афтер, Лед Цепелина, Блек Сабат, Дип Прпл итд. Задовољавајућа реакција младе сарајевске клупске публике која је ретко имала прилику чути хард рок кавер бендове, било је јасно да популарност ливе цовер наступа у граду опада. Трио је такође дебитовао на телевизији, наступајући у рокенрол музичкој емисији Николе Бороте на ТВ Сарајево; Борота их је резервисао под условом да компонују сопствену песму, па су Вукашиновић и Бреговић кренули да осмисле оригиналну нумеру, која је, по Вукашиновићевим речима, на крају била само „мешавина и благо прерада различитих хард рок нумера од стране Британски и амерички бендови које смо слушали у то време“.
Крајем лета 1971. Вукашиновић је одлучио да се пресели у Лондон и бенд је престао да постоји.

#### Нови Кодекси
Убрзо по повратку у Сарајево из Италије, Бебек се поново повезује са још једним бившим чланом Кодекса Богељићем који је баш као и Бебек напустио бенд у Италији након свађе са остатком бенда. Видевши да су Вукашиновић, Бреговић и Реџић још увек далеко у Италији где наступају као „Мића, Горан и Зоран“, Богељић и Бебек су вратили назив Кодекси те додали нову ритам секцију — бас гитаристу Дражена Туцета (бивши члан Про Арте) и бубњара Љубу Павловића (бивши члан бенда Ромео и Јулија) — и формирали Нове кодексе крајем 1970.
Концептуализовани као повратак на репертоар првобитних Кодекса, Богељићеви и Бебекови Нови кодекси свирају по Сарајеву, уз покоју свирку ван града, са променљивим успехом будући да се општи укус публике наизглед све више удаљавао од кавер музике. Својеврстан врхунац бенда десио се током Новогодишњег рок маратонског концерта 1971. у Дому Младих, где су поставили рекорд у дужини наступа без престанка, проводећи 32 узастопна сата свирајући на бини — оборивши рекорд који је годину дана раније на истом месту поставио бенд Чичак који је свирао 26 сати без престанка. Следећег лета 1971. организовали су летњу свирку у приморском граду Врсару, свирајући у угоститељским објектима за стране туристе. Након завршетка те свирке, ускоро 26-годишњи Бебек се оженио и готово одлучио да напусти музику као професионални подухват. Крајем 1971. добио је позив за обавезни рок Југословенске народне армије и Нови кодекси се распао.